# Passiflora truncata
Passiflora truncata là một loài thực vật có hoa trong họ Lạc tiên. Loài này được Regel mô tả khoa học đầu tiên năm 1859.